# Malcolm Whitman
Malcolm »Mal« Douglass Whitman, ameriški tenisač, * 15. marec 1877, New York, ZDA, † 28. december 1932, New York.
Malcolm Whitman je trikrat zapored osvojil Nacionalno prvenstvo ZDA med posamezniki, v letih 1898, 1899 in 1900. V letih 1900 in 1902 je sodeloval pri zmagah ameriške reprezentance nad britansko na tekmovanju International Lawn Tennis Challenge. Leta 1955 je bil ob ustanovitvi sprejet v Mednarodni teniški hram slavnih.

## Finali Grand Slamov

### Posamično (3)

#### Zmage (3)
| Leto | Turnir                       | Nasprotnik v finalu | Rezultat finala    |
| 1898 | Nacionalno prvenstvo ZDA     | Dwight F. Davis     | 3–6, 6–2, 6–2, 6–1 |
| 1899 | Nacionalno prvenstvo ZDA (2) | J. Parmly Paret     | 6–1, 6–2, 3–6, 7–5 |
| 1900 | Nacionalno prvenstvo ZDA (3) | William Larned      | 6–4, 1–6, 6–2, 6–2 |